# Junior Eurovisiesongfestival 2005

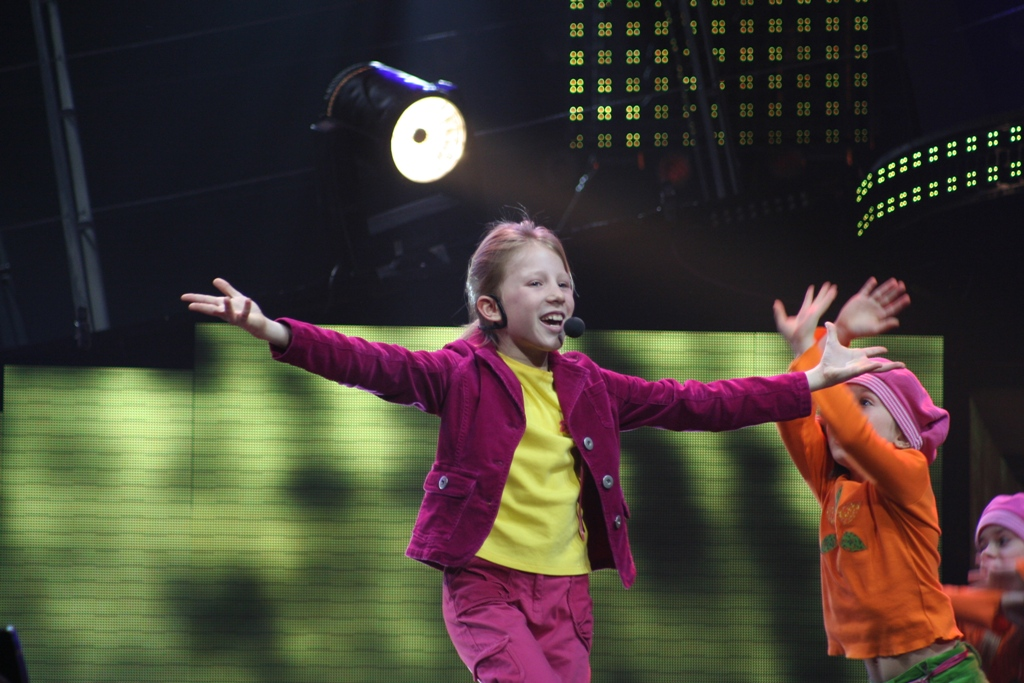
Lindsay werd namens gastland België tiende met Mes rêves

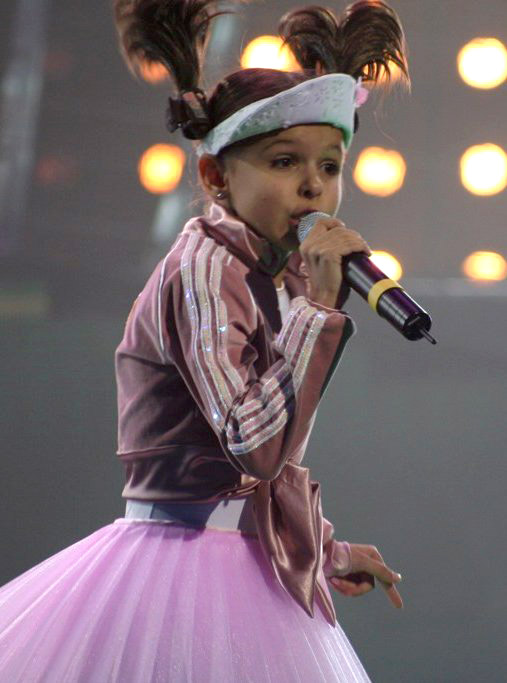
Ksenia Sitnik zorgde voor de eerste overwinning voor Wit-Rusland met My vmeste

Het Junior Eurovisiesongfestival 2005 werd gehouden in de Ethias Arena te Hasselt in België en was een gezamenlijke productie van de VRT en de RTBF.
Het festival vond plaats op 26 november. De 10-jarige Ksenia Sitnik uit Wit-Rusland kreeg het hoogste aantal punten en won zo het festival.
In Hasselt probeerden 16 landen te winnen. Aanvankelijk zouden er 17 landen deelnemen. Cyprus had namelijk een liedje ingestuurd: Tsirko van Rena Kiriakidi. Het bleek echter om plagiaat te gaan. Wegens de late veroordeling kon het land niet meer op tijd een nieuw lied kiezen, en daarom trok Cyprus zich terug. Het land mocht wel mee stemmen. Zo werd er dus vanuit 17 landen gestemd. De openbare omroepen van Zwitserland en Polen sturen geen kandidaten (wegens financiële problemen). Ook Frankrijk haakte af (officieel wegens herstructureringen bij de openbare omroep). Rusland en Servië en Montenegro hebben in Hasselt gedebuteerd op het Junior Eurovisiesongfestival.
De liedjeswedstrijd werd in alle deelnemende landen rechtstreeks uitgezonden en kon via satelliet over de hele wereld ontvangen worden. Ook de Australische zender SBS had de uitzendrechten gekocht en zond de show in prime time uit.
De favorieten dit jaar waren Roemenië, Spanje, Nederland, Griekenland en Noorwegen. Zij werden uiteindelijk respectievelijk 5de, 2de, 7de, 6de en 3de. Wit-Rusland werd niet tot de favorieten gerekend.
VRT en RTBF organiseerden de liedjeswedstrijd samen. Ze hadden de bid om de organisatie gewonnen van de Kroatische openbare omroep HRT en de Nederlandse AVRO. "Het zal een uiterst moderne en spectaculaire televisieshow worden, onder het thema Let's get loud", zo liet de organisatie weten.
Het motto Let's get loud staat voor een nieuwe generatie die zich laat horen op het podium. Tegelijk verwijst het naar België, dat van zich wil laten horen met een spectaculaire hi-tech televisieshow.
Als opening was gekozen voor een spectaculaire show met vuurwerk en bungeespringers. Tijdens het interval, tussen de liedjes en de puntentelling, trad María Isabel op, de Spaanse winnares van 2004. Als verrassingsact was gekozen voor een jongen uit de bekende Cirque du Soleilstal. De jonge Vladik Miagkostoupov kreeg 4 minuten tijd om zijn jongleerkunsten te tonen. Aan het einde van de show gaf María Isabel de trofee ook aan winnares Ksenia Sitnik.

## Resultaten
| Plaats | Land                 | Taal            | Artiest            | Lied                       | Punten |
| ------ | -------------------- | --------------- | ------------------ | -------------------------- | ------ |
| 1      | Wit-Rusland          | Russisch        | Ksenia Sitnik      | My vmeste                  | 149    |
| 2      | Spanje               | Spaans          | Antonio José       | Te traigo flores           | 146    |
| 3      | Noorwegen            | Noors           | Malin Reitan       | Sommer og skolefri         | 123    |
| 4      | Denemarken           | Deens en Engels | Nicolai Kielstrup  | Shake shake shake          | 121    |
| 5      | Roemenië             | Roemeens        | Alina Eremia       | Ţurai                      | 89     |
| 6      | Griekenland          | Grieks          | Alexandros & Kalli | Tora ine i sira mas        | 88     |
| 7      | Nederland            | Nederlands      | Tess               | Stupid                     | 82     |
| 8      | Macedonië            | Macedonisch     | Denis Dimovski     | Rodendenski baknez         | 68     |
| 9      | Rusland              | Russisch        | Vlad Krutskikh     | Doroga k solntsu           | 66     |
| 10     | België               | Frans           | Lindsay            | Mes rêves                  | 63     |
| 11     | Letland              | Lets            | Kids4Rock          | Es esmu maza jauka meitene | 50     |
| 12     | Kroatië              | Kroatisch       | Lorena Jelušić     | Rock baby                  | 36     |
| 13     | Servië en Montenegro | Montenegrijns   | Filip Vučić        | Ljubav pa fudbal           | 29     |
| 14     | Verenigd Koninkrijk  | Engels          | Joni Fuller        | How does it feel?          | 28     |
| 15     | Zweden               | Zweeds          | M+                 | Gränslös kärlek            | 22     |
| 16     | Malta                | Engels          | Thea & Friends     | Make it right              | 18     |

## Puntentelling
Het stemmen ging via televoting. Men gaf punten van 1 tot en met 8, dan 10 en 12. Alle deelnemende landen konden stemmen, maar niet op zichzelf. Ook Cyprus stemde mee, maar nam niet deel. Bij het voorlezen van de punten werden de landen met punten van 1 tot en met 5 al op het bord geplaatst, om tijd te besparen. De andere punten werden wel nog voorgelezen, in het Frans en in het Engels. Ieder land kreeg bij de start van de puntentelling ook al meteen twaalf punten, zodat geen enkel land op nul punten zou eindigen. Dit werd gedaan om de druk op de kinderen wat te minderen, aangezien ze nu zeker niet met nul punten konden eindigen.

## Scorebord
| Deelnemers           | 12 p. | GR | DK | KR | RO | VK | ZW | RU | MC | NL | SM | LE | BE | MT | NO | SP | WR | CY |
| -------------------- | ----- | -- | -- | -- | -- | -- | -- | -- | -- | -- | -- | -- | -- | -- | -- | -- | -- | -- |
| Griekenland          | 12    |    | 7  | 12 | 6  | 6  | 5  | 7  | 3  | 6  | 4  | 0  | 6  | 0  | 0  | 2  | 0  | 12 |
| Denemarken           | 12    | 7  |    | 8  | 3  | 1  | 10 | 6  | 12 | 7  | 5  | 6  | 8  | 7  | 12 | 6  | 4  | 6  |
| Kroatië              | 12    | 0  | 2  |    | 0  | 0  | 3  | 0  | 8  | 2  | 6  | 0  | 0  | 0  | 3  | 0  | 0  | 0  |
| Roemenië             | 12    | 10 | 0  | 2  |    | 3  | 4  | 3  | 4  | 5  | 7  | 3  | 4  | 0  | 7  | 12 | 3  | 10 |
| Verenigd Koninkrijk  | 12    | 0  | 3  | 0  | 0  |    | 0  | 1  | 0  | 1  | 0  | 2  | 2  | 5  | 0  | 0  | 2  | 0  |
| Zweden               | 12    | 0  | 8  | 0  | 0  | 0  |    | 0  | 0  | 0  | 0  | 0  | 0  | 0  | 2  | 0  | 0  | 0  |
| Rusland              | 12    | 5  | 1  | 0  | 4  | 2  | 0  |    | 1  | 0  | 1  | 10 | 3  | 1  | 5  | 6  | 12 | 3  |
| Macedonië            | 12    | 0  | 0  | 4  | 8  | 4  | 1  | 10 |    | 3  | 10 | 4  | 1  | 2  | 0  | 1  | 8  | 0  |
| Nederland            | 12    | 4  | 10 | 0  | 2  | 7  | 7  | 4  | 0  |    | 0  | 1  | 12 | 8  | 4  | 4  | 5  | 2  |
| Servië en Montenegro | 12    | 0  | 0  | 6  | 0  | 0  | 0  | 0  | 10 | 0  |    | 0  | 0  | 0  | 0  | 0  | 0  | 1  |
| Letland              | 12    | 3  | 0  | 5  | 1  | 5  | 2  | 5  | 2  | 0  | 2  |    | 0  | 3  | 1  | 3  | 6  | 0  |
| België               | 12    | 2  | 0  | 1  | 7  | 0  | 0  | 0  | 0  | 12 | 0  | 7  |    | 4  | 8  | 5  | 1  | 4  |
| Malta                | 12    | 1  | 5  | 0  | 0  | 0  | 0  | 0  | 0  | 0  | 0  | 0  | 0  |    | 0  | 0  | 0  | 0  |
| Noorwegen            | 12    | 6  | 12 | 3  | 5  | 8  | 12 | 2  | 5  | 10 | 3  | 8  | 7  | 10 |    | 8  | 7  | 5  |
| Spanje               | 12    | 12 | 4  | 7  | 12 | 12 | 8  | 8  | 6  | 8  | 12 | 5  | 10 | 6  | 6  |    | 10 | 8  |
| Wit-Rusland          | 12    | 8  | 6  | 10 | 10 | 10 | 6  | 12 | 7  | 4  | 8  | 12 | 5  | 12 | 10 | 10 |    | 7  |

## 12 punten
| Aantal keer 12 | Land        | Gekregen van                                                     |
| -------------- | ----------- | ---------------------------------------------------------------- |
| 4              | Spanje      | Griekenland, Roemenië, Servië en Montenegro, Verenigd Koninkrijk |
| 3              | Wit-Rusland | Letland, Malta, Rusland                                          |
| 2              | Denemarken  | Macedonië, Noorwegen                                             |
| 2              | Griekenland | Cyprus, Kroatië                                                  |
| 2              | Noorwegen   | Denemarken, Zweden                                               |
| 1              | België      | Nederland                                                        |
| 1              | Nederland   | België                                                           |
| 1              | Roemenië    | Spanje                                                           |
| 1              | Rusland     | Wit-Rusland                                                      |

## Trivia
- Lorena Jelušić, de Kroatische deelneemster, is de zus van Dino Jelušić, de winnaar van het Junior Eurovisiesongfestival 2003.
- Griekenland opende de show en Zweden stuurde een duo en eindigde als 15de, beide voor de derde keer op rij.

## Debuterende landen

Deelnemende landen
Landen die in het verleden deelgenomen hebben

- Rusland
- Servië en Montenegro

## Terugtrekkende landen
- Cyprus
- Frankrijk
- Polen
- Zwitserland

België · Denemarken · Griekenland · Kroatië · Letland · Macedonië · Malta · Nederland · Noorwegen · Roemenië · Rusland · Servië en Montenegro · Spanje · Verenigd Koninkrijk · Wit-Rusland · Zweden
2003 · 2004 · 2005 · 2006 · 2007 · 2008 · 2009 · 2010 · 2011 · 2012 · 2013 · 2014 · 2015 · 2016 · 2017 · 2018 · 2019 · 2020 · 2021 · 2022 · 2023 · 2024 · 2025

Zie ook: Eurovisiedansfestival · Eurovisiesongfestival · Eurovision Young Musicians · Eurovision Young Dancers · Eurovision Choir